# میرا رای
میرا رای (انگلیسی: Mira Rai؛ زادهٔ ۳۱ دسامبر ۱۹۸۸) ورزشکار دونده دو و میدانی اهل نپال است. او در بسیاری از رقابت‌های بین‌المللی شرکت کرده‌است و جوایز متعددی را نیز کسب کرده‌است. او برنده سال 2017 National Geographic Adventureer بود.
او در برخی از سخت‌ترین رقابت‌های ورزشی دنیا شرکت کرده‌است.